# Hahaya-Aéroport
Hahaya-Aéroport este un oraș în Comore, în  insula autonomă Grande Comore. În 2012 avea o populație de 4005, iar la recensământul din 1991 avea 2638 locuitori.